# Estação de São José do Rio Preto
A Estação Ferroviária de São José do Rio Preto foi inaugurada (originalmente como Rio Preto) em 9 de junho de 1912 pela Estrada de Ferro Araraquara.
Por muitos anos permaneceu como ponto final da linha tronco. Durante a década de 30 a EFA sofre um processo de modernização e ampliação de suas linhas que chegariam a Mirassol em 1933. Durante essa fase de modernização da ferrovia a estação de Rio Preto tem um novo prédio construído, sendo entregue em 4 de maio de 1941. Nessa época a cidade retoma o nome atual e a estação é rebatizada São José do Rio Preto.
Em 1971 a Estrada de Ferro Araraquara é incorporada pela Fepasa, que executa reformas nas estações durante as décadas de 1970 e 1980. Com o fim da Fepasa em 1998, a ferrovia é privatizada e assim a estação de São José do Rio Preto passa a ser administrada pela Ferroban (que seria posteriormente incorporada pela ALL). O último trem de passageiros partiu de São José do Rio Preto no dia 15 de março de 2001, rumo à cidade de Itirapina.  Atualmente São José do Rio Preto é uma das poucas estações do estado ainda operacional, embora apenas para o transporte de cargas.

## Terminal Rodoviário Governador Laudo Natel

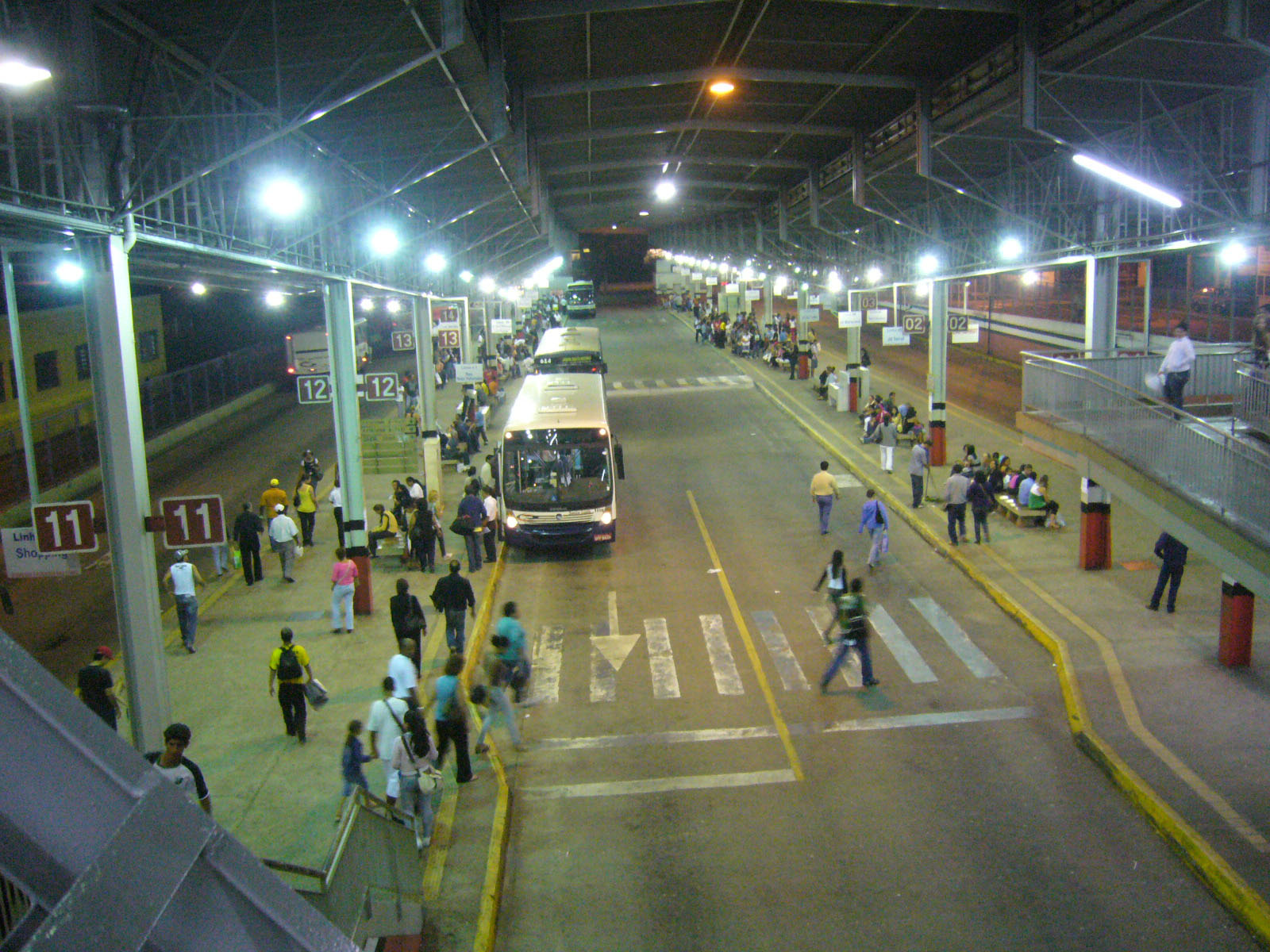
Vista do Terminal Rodoviário de São José do Rio Preto.

Anexo a Estação Ferroviária de São José do Rio Preto está a Estação Rodoviária Governador Laudo Natel, de onde sai as linhas intermunicipais e interestaduais da cidade.
O prédio da Estação Rodoviária de São José do Rio Preto foi inaugurado no dia 26 de janeiro de 1973, com o nome atual. Atualmente passam pelo local mais de 6.000 pessoas diariamente, sendo que ocorrem cerca de 2.200 embarques todos os dias. São 25 empresas de transporte urbano que atuam no local, disponibilizando mais de 2.500 destinos diferentes, nacionais e internacionais.